# Вільям Генрі Дін
Вільям Генрі Дін (англ. William Henry Dean, 6 лютого 1887 — 2 травня 1949) — британський плавець і ватерполіст.
Учасник Олімпійських Ігор 1920 року.
Олімпійський чемпіон 1920 року.